# プロカルシトニン
プロカルシトニン（procalcitonin,PCT）はカルシトニンの前駆蛋白として甲状腺のC細胞において生成されるアミノ酸116個よりなるペプチド。

## 概要
C細胞にて生成されたプロカルシトニンは、C細胞内で代謝されカルシトニンとして血中に分泌される。健常人の血中にプロカルシトニンは存在しない。プロカルシトニンが血中に0.5ng/ml以上存在する場合、敗血症である可能性が高い。プロカルシトニン濃度は敗血症の重症度と相関性があり、2-10ng/mlであれば重症敗血症、10ng/ml以上であれば敗血症によるショック状態である可能性が高い。敗血症を含む細菌性感染症と非細菌性感染症との鑑別に、プロカルシトニンはβ-D-グルカン、血液培養、エンドトキシン、IL-6やCRPなどよりも優れていることが示唆されている。プロカルシトニン値は市中肺炎患者の重症度を判定する際に重要な手法になりうるとの報告もある。

## 鑑別診断における活用
上記のように、通常は甲状腺での生成が主であり、生成直後に代謝されるために血中には存在しない。しかし、細菌、真菌、寄生虫による重篤な感染症においては、TNF-α,インターロイキン-1(IL-1),IL-6などの炎症性サイトカインにより誘導され肺・小腸を中心としてプロカルシトニンが産生され血中に放出される。一方、ウイルス感染ではT細胞によるインターフェロンγ(IFN-γ)産生が増加することでプロカルシトニンの産生の抑制が起こり血中濃度は上昇しにくくなる。そのため、ウイルス、自己免疫疾患による症状と、細菌・真菌・寄生虫によるものとを鑑別するために有用とされている。膠原病の悪化群に比べて細菌感染症群は有意にプロカルシトニンが上昇するため、プロカルシトニン測定が両者の鑑別に役立つとする報告がある。膠原病の治療中にはステロイドや免疫抑制薬の使用により発熱やCRPがマスクされて、感染症が見逃されてしまうことがあるが、プロカルシトニンはその影響を受けにくいことによる。